# Rick Gomez
Rick Gomez, nome completo Richard Harper Gomez (Bayonne, 1º giugno 1972), è un attore statunitense.
Ha recitato nella miniserie televisiva Band of Brothers - Fratelli al fronte e nel ruolo di Dave nel telefilm A proposito di Brian. È il fratello maggiore di Joshua Gomez.

## Filmografia parziale

### Cinema
- Transformers, regia di Michael Bay (2007)
- Sin City, regia di Robert Rodríguez, Frank Miller, Quentin Tarantino (2005)
- Ore 11:14 - Destino fatale (11:14), regia di Greg Marcks (2003)
- Stolen - Rapiti (Stolen), regia di Anders Anderson (2009)
- Uomini di parola (Stand Up Guys), regia di Fisher Stevens (2012)

### Televisione
- Helter Skelter, regia di John Gray (2004) - film TV
- Detective, regia di David S. Cass Sr. – film TV (2005)
- A proposito di Brian (What About Brian) - serie TV (2006-2007)
- Band of Brothers - Fratelli al fronte (Band of Brothers) - serie TV (2001)
- Reckless (2014)
- The Crossing - serie TV, 12 episodi (2018-in corso)

### Doppiaggio
- Zack Fair in Crisis Core: Final Fantasy VII (2008), Final Fantasy VII: Advent Children (2005) e Kingdom Hearts Birth by Sleep (2010)

## Doppiatori italiani
- Alessandro Quarta in A proposito di Brian, Cupid
- David Chevalier in Band of Brothers - Fratelli al fronte
- Oreste Baldini in Ore 11:14 - Destino fatale
- Alessandro Budroni in Justified - L'uomo di legge
- Franco Mannella in Hawaii Five-0
- Marco Mete in Uomini di parola
- Maurizio Fiorentini in Ray

Da doppiatore è sostituito da:
- Luca Ghignone in The Life & Times of Tim
- Matteo Zanotti in Batman: Arkham Shadow